# 王永红 (1970年)
王永红（1970年5月—），湖南省湘乡市人，中华人民共和国政治人物。曾任中共邵阳市委常委、组织部部长、统战部部长，中共隆回县委书记，中共湘潭市雨湖区委书记，中共湘潭市岳塘区书记。

## 生平
1970年5月，王永红出生在湖南省湘乡县（今湘乡市）。1989年，王永红考入湖南师范大学化学系化学教育专业。
1993年，大学毕业后，王永红成为湘潭市湘潭县杨嘉桥镇团委书记、计育专干，1996年2月成为峡山口管区副主任。1996年8月，王永红出任共青团湘潭县委副书记，9月升任书记。1999年1月，王永红下调梅林桥镇党委副书记，同年3月兼任镇长，2001年3月升任书记。2002年10月，王永红出任中共湘潭县委常委、办公室主任。一年后，王永红转任九华经济区党工委委员、管委会副主任。2004年4月，王永红成为湘潭县人民政府副县长，2010年6月升任常务副县长。2012年9月，王永红调任中共湘潭市岳塘区委副书记，同年11月兼任区长，2016年1月升任书记。2016年7月，王永红转任中共湘潭市雨湖区委书记。2018年5月，王永红调到隆回县任中共隆回县委书记。2021年3月，王永红调任中共邵阳市委常委、组织部部长、统战部部长。2022年1月，王永红出任中共邵阳市委常委、市政府常务副市长、党组副书记。
2024年4月15日，王永红涉嫌严重违纪违法接受湖南省纪委监委纪律审查和监察调查。同年9月13日，被开除党籍、开除公职。